# Uolevi Manninen
Uolevi Manninen, né le 7 avril 1937, à Äänekoski, en Finlande et décédé le 10 novembre 2009, à Naantali, en Finlande, est un ancien joueur finlandais de basket-ball.